# 논산우체국
논산우체국은 충청남도 논산시와 계룡시를 관할하는 충청지방우정청 소속의 우체국이다.

## 기본 정보
- 우편번호: 32966
- 주소: 충청남도 논산시 중앙로480번길 33

## 연혁
- 1907년 3월 1일: 논산우편수취소
- 1949년 8월 13일: 논산우체국으로 개칭
- 1995년 5월 8일: 현청사로 개축 업무개시
- 2014년 7월 1일: 4급(서기관)국으로 격상
- 2015년 7월 20일: 우편구역을 다음과 같이 고시[1]

| 배달국           | 배달구역                                                     | 구역번호                                  |
| ---------------- | ------------------------------------------------------------ | ----------------------------------------- |
| 논산우체국       | 취암동 · 부창동 · 노성면 · 부적면 · 광석면 · 성동면 · 은진면 | 32900 ~ 32903 32914 ~ 32929 32947 ~ 33004 |
| 논산연무우체국   | 연무읍 · 강경읍 · 채운면 · 가야곡면                          | 32930 ~ 32946 33005 ~ 33020               |
| 연산우체국       | 연산면 · 양촌면 · 상월면                                     | 32904 ~ 32913 33021 ~ 33025               |
| 계룡금암동우체국 | 계룡시 금암동 · 신도안면 · 엄사면 · 두마면, 논산시 벌곡면    | 32800 ~ 32842 33026 ~ 33028               |

- 2018년 6월 27일: 노성우체국, 벌곡우체국을 시간제우체국으로 전환[2]
- 2020년 4월 29일 : 육군훈련소 내 제76군사우체국 폐국[3]
- 2020년 5월 1일 : 육군훈련소 내 제76군사출장소 개소[3]
- 2020년 10월 8일 : 노성우체국 폐국[4] 및 노성우편취급국으로 변경[5]

## 관할 우체국
| 우체국명                 | 사진 | 주소                                       | 비고                                                       |
| ------------------------ | ---- | ------------------------------------------ | ---------------------------------------------------------- |
| 가야곡우체국             |      | 충청남도 논산시 가야곡면 육곡길 16         |                                                            |
| 강경대흥동우편취급국     |      | 충청남도 논산시 강경읍 계백로 137-1        |                                                            |
| 강경우체국               |      | 충청남도 논산시 강경읍 계백로167번길 53-1  |                                                            |
| 계룡금암동우체국         |      | 충청남도 계룡시 장안로 55                  |                                                            |
| 계룡남선우체국           |      | 충청남도 계룡시 신도안면 신도안2길 63      |                                                            |
| 계룡엄사우체국           |      | 충청남도 계룡시 엄사면 번영로 45           |                                                            |
| 광석우체국               |      | 충청남도 논산시 광석면 광석로 106-1        |                                                            |
| 노성우체국               |      | 충청남도 논산시 노성면 노성로 553          | 2018년 6월 27일부터 시간제우체국 시행 2020년 10월 8일 폐국 |
| 노성우편취급국           |      | 충청남도 논산시 노성면 노성로 553          | 2020년 10월 8일 신설                                       |
| 논산건양대학교우편취급국 |      | 충청남도 논산시 대학로 121                 |                                                            |
| 논산내동우편취급국       |      | 충청남도 논산시 시민로 221                 |                                                            |
| 논산연무우체국           |      | 충청남도 논산시 연무읍 안심로 52           |                                                            |
| 논산오거리우편취급국     |      | 충청남도 논산시 시민로 420                 |                                                            |
| 논산취암동우체국         |      | 충청남도 논산시 부창로100번길 9-27         |                                                            |
| 논산황화우체국           |      | 충청남도 논산시 연무읍 황화로 143          |                                                            |
| 벌곡우체국               |      | 충청남도 논산시 벌곡면 대둔로 821-6        | 2018년 6월 27일부터 시간제우체국 시행                      |
| 부적우체국               |      | 충청남도 논산시 부적면 마구평길 4          |                                                            |
| 상월우체국               |      | 충청남도 논산시 상월면 백일헌로 1047       |                                                            |
| 성동우체국               |      | 충청남도 논산시 성동면 성동로 283          |                                                            |
| 양촌우체국               |      | 충청남도 논산시 양촌면 매죽헌로1665번길 17 |                                                            |
| 연산우체국               |      | 충청남도 논산시 연산면 연산3길 4           |                                                            |
| 은진우체국               |      | 충청남도 논산시 은진면 매죽헌로 23-1       |                                                            |
| 채운우체국               |      | 충청남도 논산시 채운면 채운로 103          |                                                            |
| 제76군사우체국           |      | 충청남도 논산시 연무읍 육군훈련소 내       | 2020년 4월 29일 폐국                                       |
| 제76군사출장소           |      | 충청남도 논산시 연무읍 육군훈련소 내       | 2020년 5월 1일 신설                                        |

## 조직
- 우편물류과
- 영업과
- 지원과
- 경영지도실